# (467304) 2016 EB200
(467304) 2016 EB200 es un asteroide perteneciente al cinturón de asteroides, descubierto el 6 de enero de 2010 por el equipo Spacewatch desde el Observatorio Nacional de Kitt Peak (Arizona, Estados Unidos).